# Incidente no Canal de Corfu
O Incidente no Canal de Corfu se refere a três eventos distintos que envolveram navios da Marinha Real Britânica no Canal de Corfu em 1946, sendo considerado um episódio inicial da Guerra Fria. Durante o primeiro incidente, navios da Marinha Real foram atacados por fortificações albanesas. O segundo incidente envolveu navios da Marinha Real em ataques com minas e o terceiro incidente ocorreu quando a Marinha Real realizava operações de remoção de minas no Canal de Corfu, mas em águas territoriais albanesas, e Albânia queixou-se a respeito disso para as Nações Unidas.
Esta série de incidentes levou ao Caso do Canal de Corfu, onde o Reino Unido interpôs um processo contra a República Popular da Albânia ao Tribunal Internacional de Justiça. O Tribunal proferiu sentença em que a Albânia deveria pagar £ 844 000 para a Grã-Bretanha, o equivalente a £ 20 milhões em 2006. Devido aos incidentes, a Grã-Bretanha, em 1946, abandonou as negociações com a Albânia que visam o estabelecimento de relações diplomáticas entre os dois países. As relações diplomáticas só foram restauradas em 1991.